# Jelena Välbe
Jelena Valerjevna Välbe, född Trubitsyna (ryska: Елена Валерьевна Вяльбе (Трубиџынa)) den 20 april 1968 i Magadan, Ryska SFSR i Sovjetunionen, är en rysk före detta längdskidåkare.
Välbe räknas som en av skidsportens allra största med 24 mästerskapsmedaljer, varav 17 guld. Hon lyckades vid VM 1997 i Trondheim i Norge med att vinna guld i samtliga fem distanser, något som ingen annan lyckats med. Hon vann 45 segrar i världscupen och antalet pallplatser blev 81 stycken på totalt 110 starter.
Efter OS i Nagano 1998 valde Välbe att avsluta sin karriär.

## Övriga meriter
- Världscupen i längdåkning 1986/1987 - 23:a
- Världscupen i längdåkning 1988/1989 - 1:a
- Världscupen i längdåkning 1989/1990 - 2:a
- Världscupen i längdåkning 1990/1991 - 1:a
- Världscupen i längdåkning 1991/1992 - 1:a
- Världscupen i längdåkning 1992/1993 - 2:a
- Världscupen i längdåkning 1993/1994 - 3:a
- Världscupen i längdåkning 1994/1995 - 1:a
- Världscupen i längdåkning 1995/1996 - 2:a
- Världscupen i längdåkning 1996/1997 - 1:a
- Världscupen i längdåkning 1997/1998 - 12:a
- Holmenkollenmedaljen 1992